# Bolitoglossa xibalba
Bolitoglossa xibalba es una especie de salamandra de la familia Plethodontidae.
Es endémica de Guatemala; vive únicamente en los bosques nublados de la Cordillera de los Cuchumatanes y las  Montañas de Cuilco en los departamentos de Huehuetenango y el Quiché.